# 周久耕
周久耕（1960年6月—），中国贪官，原江苏省南京市江宁区房产局局长，因抽“天价香烟”等腐败嫌疑被中国网民戏称为“天价烟局长”、“周至尊”。2009年10月10日周久耕因受贿罪被判处有期徒刑11年。

## 人肉搜索
2008年12月，周久耕因发表“将查处低于成本价卖房的开发商”的不当言论，引至中国网民的人肉搜索，他参加南京国土局会议的一张官方照片开始在互联网上广泛传播。网民对这张照片仔细查看之后发现周久耕手上带着一只进口的价值为10万元人民币的名表“江诗丹顿”，他抽的烟是1500元人民币一条的“南京九五之尊”，是南京市场上价格最贵的豪华香烟，他开的车是美国豪华车凯迪拉克。
有网民为他算了一笔账：“以周的烟瘾看，一天要两包，那么就是360元，一个月就过万，显然不是一个月薪只有4000多元，即使年终奖算上也不过年薪10万元的人能消费起的。”

## 受贿案
2008年12月28日，江宁区委免去周久耕江宁区房产管理局局长职务。2009年2月13日，江宁区纪委对周立案调查。2009年10月10日，周久耕因犯受贿罪被江苏省南京市中级人民法院一审判处有期徒刑11年，没收财产人民币123万元，受贿所得赃款予以追缴并上交国库。法院表示：

周久耕在担任江宁经济技术开发区管委会副主任、江宁区民政局局长、江宁区房产局局长期间，利用职务之便，先后为有关单位和个人在承接工程、企业改制、人事调动等事项上谋取利益，共收受贿赂人民币1071257元和港币11万元。周久耕身为国家工作人员，利用职务便利，为他人谋取利益，非法收受他人财物，其行为已构成受贿罪。鉴于周久耕归案后如实供述办案机关尚未掌握的同种较重罪行，并主动退出全部赃款，认罪态度较好，依法从轻处罚。

2017年，经过数次减刑，周久耕已经刑满释放。

## 反应
从表面看起来，周久耕受贿案并没有太大的新闻价值。周久耕的官职不够高，贪污的钱财和动辄上亿的其他贪官相比，如小巫见大巫。然而，这条新闻却引起海外媒体，包括著名的美国《时代周刊》的关注。《时代周刊》报导说，周久耕的判决被证明，在所有其他的媒体都被这个国家的宣传部门的“满大人”（西方人昔日对清朝官吏的称谓）严密控制和审查的国家，互联网在中国作为一个公开辩论的论坛的日益重要性。美国《时代周刊》援引中国互联网专家耶利米戈德科恩的话说：“互联网是中国最接近第四权力的。它是中国公民表达不满的唯一平台。它正越来越多地发挥监察政府的腐败和渎职行为的一部分。”
中国独立政治评论员昝爱宗呼吁中国政府在网络监督方面应该更加开放。昝爱宗说：“现在腐败太多了。网民随便扔一个砖头就能够砸倒好几个腐败分子。周久耕不过是抽了一盒香烟，（网民）就揭发他是一个腐败分子，没想到一查，确实是个腐败分子。就是说，网民的监督，比纪委的监督，反贪局，比监察，审计的监督更有效。如果中国真的开放互联网对官员进行监督，我认为成批成批的周久耕都会倒下来。关键是现在网民监督的力度还不够。”
《南方都市报》发表评论文章《周久耕获刑并非网络监督的胜利》。文章说，人肉搜索充其量不过是个药引子，真正起作用的还是监管部门下了真药、动了真刀；如果监管部门不想动他，调查走个过场应付一下，网民们又能怎样呢？
有中国网民也在中国大陆互联网论坛上发表评论：在反腐方面，“大陆的组织机构不可谓不健全，组织部、纪委、监察部、检察院、反贪局、预防腐败局、人大、政协等等，不一而足。如此多叠床架屋的组织机构不但不能预防腐败，也完全不能发现揭露腐败。反而要靠业余反腐爱好者——网民，来揭露和发现腐败。这是什么道理呢？道理很简单，在没有新闻自由、言论自由的社会，再多的反腐机构也枉然”。